# Blackbook
Blackbook – wspólny album studyjny warszawskich raperów Ero oraz Kosiego, członków grupy JWP. Album ukazał się 14 czerwca 2019 roku i dotarł do trzeciego miejsca w zestawieniu listy OLiS.

## Lista utworów
1. „BlackBook” – 04:21
2. „Miejska Komunikacja” – 03:13
3. „Nie Mam Czasu” – 02:39
4. „PTTM” – 03:22
5. „Skun + Tytex (skit)” – 01:48
6. „Mydlak” – 03:51
7. „Story” – 04:01
8. „Hymn Writerów” – 03:38
9. „Klinika” – 02:39
10. „Chrom + Bitex (skit)” – 01:53
11. „No Name” – 03:21
12. „Atrament I Spreje (skit)” – 01:12
13. „Wieczność” – 03:45
14. „C.H.C.W.G.” – 05:34